# ピモサラグモ科
ピモサラグモ科 Pimoidae は、クモ目クモ下目の群の1つ。サラグモ科によく似ているが、生殖器の構造の特異性から別科とされている。

## 特徴
体長1～10mm程度の小型から中型のクモ類。8眼、3爪、無篩板の完性域類のクモ。頭胸部背面を覆う背甲は縦長、つまり長さが幅より大きく、頭部は高く盛り上がることはなく、中窩がある。8個の眼はどれもほぼ同じ大きさで前後2列、各4個ずつ配置する。上顎には発音器があり、前牙堤には2～3の歯、後牙堤には1～4の歯がある。下唇は横長、幅が長さより大きく、下顎は両側が平行になっていて幅広い。胸板は縦長、幅より長さが大きく、後端は少し伸びて左右の第4脚の基節の間に割って入る。腹部下面、糸疣の前に気門が1つあり、糸疣は3対で、間疣がよく発達していて剛毛がある。全般にサラグモ科のものと共通する部分が多いが雄の触肢器官に独特の特徴がある。

## 生態など
多くは造網性のクモで、シート状の網を張って獲物を捕らえる。多くのものは地表に近い位置に平面的なシートを作り、切り株や倒木などにその一端を付着させ、昼間はその部分に作られた住居に身を潜め、夜間に網に出てくる。日本産のアシヨレグモもほぼそのような生活をしている。

## 分布と種
北半球の温帯域に4属33種が知られ、日本には以下の1属のみが知られる。
- Weintrauboa アシヨレグモ属：アシヨレグモ